# Stylantheca
Stylantheca is een geslacht van neteldieren uit de familie van de Stylasteridae.

## Soort
- Stylantheca papillosa (Dall, 1884)